# Европейский университет Лефке
Европейский университет Лефке (тур. Lefke Avrupa Üniversitesi) — высшее учебное заведение, расположенное в районе Никосии Северного Кипра (частично признанное государство Турецкая Республика Северного Кипра), в городе Лефка, с видом на залив Морфу. Основанный в 1989 году Кипрским научным фондом, университет открылся в 1990 году как член Балканской сети университетов и предлагает 77 программ бакалавриата и учебных программ, а также 38 программ последипломного образования и докторантуры, одобренных Советом высшего образования Турции (YÖK). Кампус университета находится в 45 минутах от столицы Никосии, в 60 минутах от аэропорта Эрджан и города Кириния и в 80 минутах от города Фамагуста.